# Луговское (Томская область)
Луговское — деревня в Парабельском районе Томской области России. Входит в состав Нарымского сельского поселения. Население 73 чел. (2021) .

## География
Находится в центральной части региона, примерно в 2 км от Нарыма, в лесной местности, вблизи реки р. Копыловская Кеть
Уличная сеть
- Переулок: Светлый пер.
- Улицы: ул. Коммунистическая, ул. Луговская, ул. Молодёжная, ул. Набережная, ул. Рабочая, ул. Советская, ул. Строительная, ул. Школьная.

Климат
Находится на территории, приравненной к районам Крайнего Севера.

## История
В соответствии с Законом Томской области от 15 октября 2004 года № 225-ОЗ деревня вошла в состав образованного муниципального образования Нарымское сельское поселение.

## Население
| 2002 | 2010 | 2012 | 2013 | 2014 | 2015 | 2021 |
| ---- | ---- | ---- | ---- | ---- | ---- | ---- |
| 230  | ↘165 | ↗174 | ↘170 | ↘163 | →163 | ↘73  |

Национальный состав
Согласно результатам переписи 2002 года, в национальной структуре населения русские составляли 97 % от общей численности населения в 230 чел..

## Инфраструктура
Нефтедобыча.

## Транспорт
Связь с населённым пунктом осуществляется по автодороге местного значения Нарым — Луговское.